# Qiaotou (Kaohsiung)
Qiaotou (chinesisch 橋頭, Pinyin Qiáotóu qū, taiwanisch: Kiô-thâu khu) ist ein Bezirk der regierungsunmittelbaren Stadt Kaohsiung in der Republik China (Taiwan). Die Stadt selbst verwendet die Umschrift Ciaotou (Tongyong Pinyin).

## Lage und Beschreibung

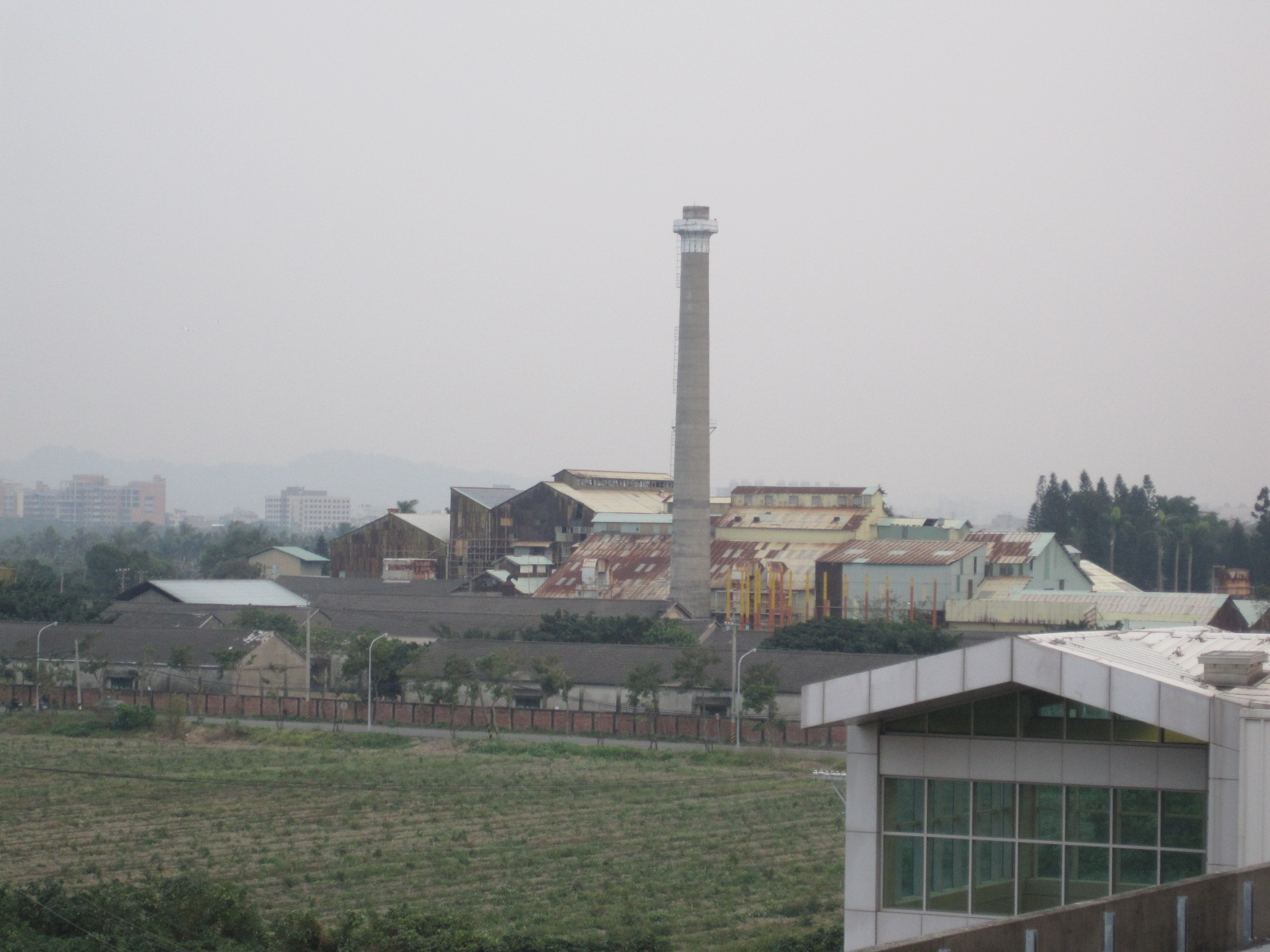
Die Zuckerfabrik in Qiaotou

Qiaotou ist ein westlich gelegener ländlicher bis halbländlicher Bezirk nahe der Kernstadt von Kaohsiung. Seine Nachbarbezirke sind Gangshan im Norden, Yanchao im Osten, Nanzi im Süden und Ziguan im Osten. Das flache Gelände liegt im Süden der Jianan-Ebene und wird von den Flüssen Houjin und Dianbao durchlaufen. 
Mit 42.339 Einwohnern gehörte Qiaotou im August 2024 zu den bevölkerungsreicheren Bezirken außerhalb der Kaohsiunger Kernstadt. Die Bevölkerungszahl stieg zwischen 2019 und 2023 leicht, aber kontinuierlich an, was mit der mittlerweile guten Verkehrsanbindung (Metro, Eisenbahn), der Nähe zur Kernstadt und der angenehmen halbländlichen Umgebung in Verbindung gebracht wird. Während manche Abschnitte Qiaotous ihren ländlichen Charakter bewahrt haben, sind zur Kernstadt hin gelegene Viertel deutlich urbaner.
Qiaotou gliedert sich in die 17 Viertel (里): Qiaotou, Qiaonan, Zhongqi, Bixiu, Desong, Baishu, Donglin, Xilin, Yuliao, Sande, Shilong, Shifeng, Shihe, Xinzhuang, Jianan, Jiabei und Dingyan.

## Geschichte

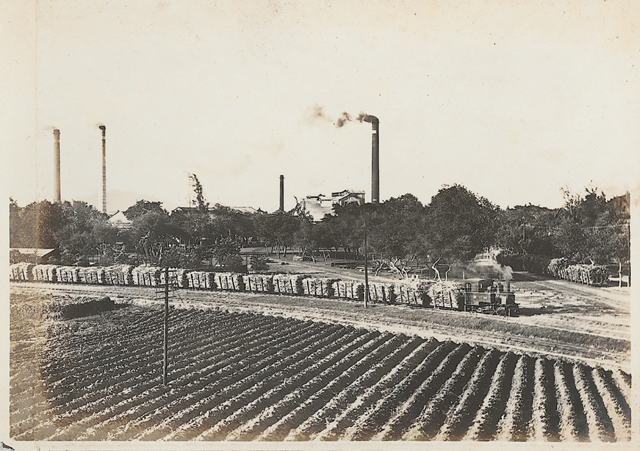
Japanische Zuckerbahn

Der Name Qiaotou ("Brückenkopf") rührt von einer heute nicht mehr existierenden Brücke über einen Bewässerungskanal her. Die ursprüngliche indigene Bevölkerung wurde ab dem 17. Jahrhundert zunächst von chinesischen Wehrbauern, dann von Siedlern verdrängt. Qiaotou war eines der bedeutendsten Zuckerrohranbaugebiete Taiwans. Zur Zeit der japanischen Herrschaft über Taiwan wurde die Zuckerproduktion industrialisiert und hier die erste moderne Zuckerraffinerie Taiwans (die Zuckerfabrik Ciaotou) errichtet. Zum Zuckertransport wurde der Ort 1901 mit einem Bahnhof an das entstehende Eisenbahnnetz der Insel angeschlossen.
Qiaotou war in der Kolonialzeit mit dem heutigen Gangshan zur Gemeinde Okayama zusammengefasst und gehörte nach 1947 zum Landkreis Kaohsiung. Am 22. Januar 1979 fand in Qiaotou die erste öffentliche Demonstration (im Chinesischen als Qiaotou-Zwischenfall bekannt) seit Beginn der Kuomintang-Diktatur in Taiwan statt. Seit dem 25. Dezember 2010 ist Qiaotou ein Bezirk der regierungsunmittelbaren Stadt Kaohsiung.

## Verkehr und Wirtschaft
Qiaotou ist mit drei Haltestellen (Ciaotou Bahnhof, Zuckerraffinerie Ciaotou und Cingpu) an die Rote Linie der Kaohsiunger Metro MMRT und mit seinem Bahnhof an die taiwanische Eisenbahn angebunden. Der Bezirk ist auch durch einige Buslinien mit der Kernstadt verbunden. Durch Qiaotou führen zudem die Provinzstraßen 1 und 17.
Die in der Vergangenheit bedeutende Zuckerproduktion der Taiwan Sugar Corporation fand 1999 mit der Schließung der Zuckerraffinerie ihr Ende. Die heutigen landwirtschaftlichen Produkte sind hauptsächlich Honig, Milch, Reis, Mais, Zuckerrohr und Hami-Melone.
Qiaotou ist ein Standort des Südtaiwan-Wissenschaftsparks. Der Wissenschaftspark in Qiaotou (橋頭園区) wurde im Dezember 2019 vom Exekutiv-Yuan genehmigt und soll im Endausbau 262 Hektar, davon 164 Hektar Industrieland umfassen. Es ist die Ansiedlung hochinnovativer Industrieunternehmen (Halbleiterindustrie, Medizintechnik etc.) geplant.

## Kultur und Sehenswürdigkeiten

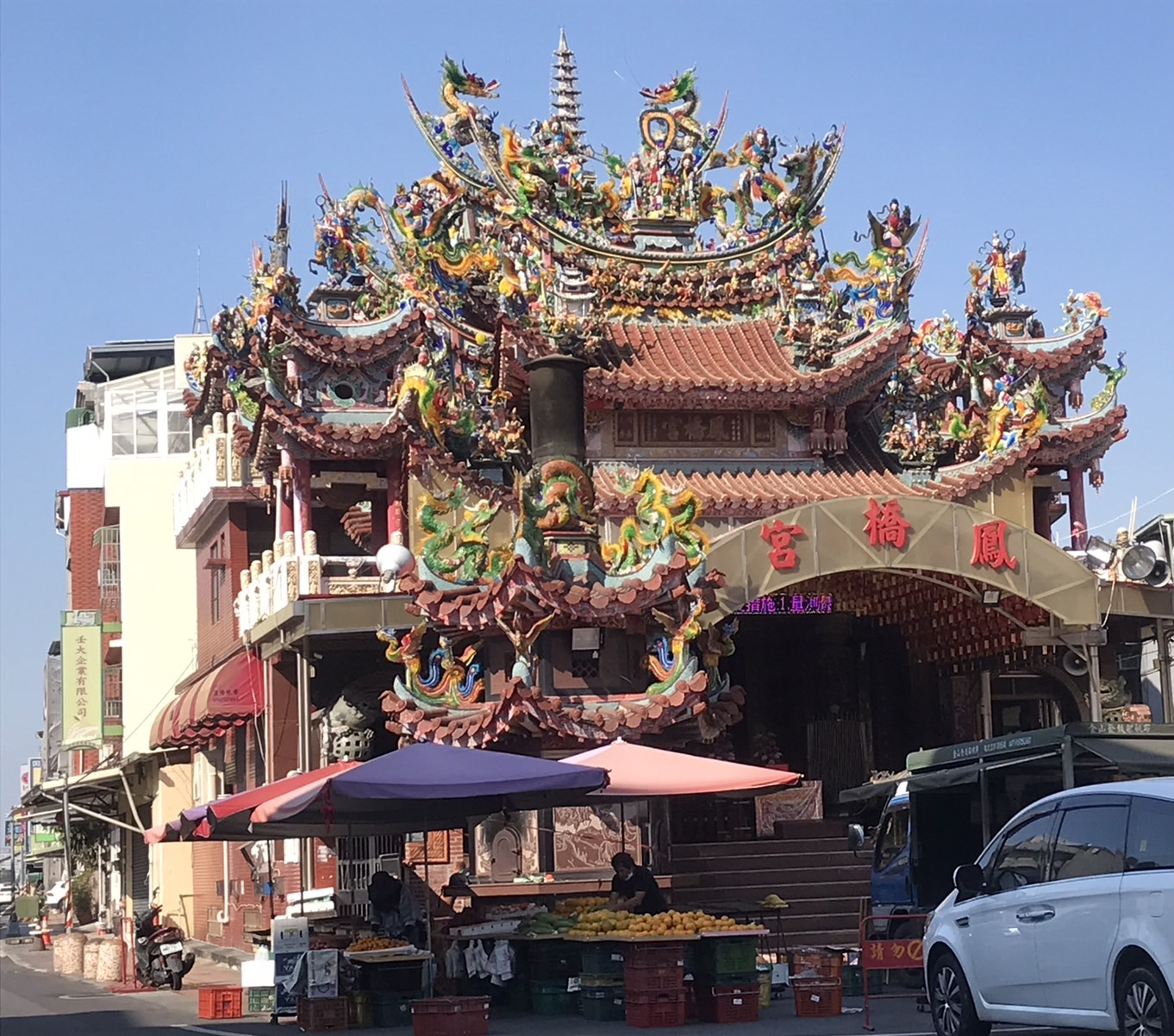
Der Qiaotou Fengqiao Gong

Das Gelände der stillgelegten Qiaotou-Zuckerraffinerie ist heute als Park ein beliebtes Ausflugsziel und ein Anziehungspunkt für Touristen. Hier befindet sich das Taiwanische Zuckerindustriemuseum (台灣糖業博物館). An Feiertagen kann man eine Strecke mit der alten Zuckerbahn fahren. Als sehenswert gilt auch das religiöse Zentrum des Bezirks, der daoistische Tempel Qiaotou Fengqiao Gong (橋頭鳳橋宮) aus dem 18. Jahrhundert, in dem als Hauptgottheit Mazu verehrt wird. Neben ihm gibt es eine Reihe weiterer daoistischer und buddhistischer Tempel sowie christliche Kirchen. Qiaotou ist bekannt für seine Schweinefleisch-Baozi (橋頭肉包 Qiaotou roubao).